# Sophia Hirsch
Sophia Louise Hirsch (* 1987 in Berlin) ist eine deutsche Künstlerin und Comiczeichnerin.

## Leben
Sophia Hirsch studierte Freie Kunst an der Kunsthochschule Weißensee und der Bezalel Academy in Jerusalem. Während ihres Masterstudiums Editorial Design an der Burg Giebichenstein Kunsthochschule Halle war sie Stipendiatin der Rosa-Luxemburg-Stiftung. Sie hatte Ausstellungen in der Kunsthalle Wilhelmshaven, im Museum des Jüdischen Montreal sowie im Museum für Kommunikation Berlin. Sie malt großformatige Wandbilder, oft mit konkretem Ortsbezug. Ihre Murals sind u. a. in Belgrad, Istanbul und Sankt Petersburg zu sehen. Seit 2012 entwickelt Sophia Hirsch Comicgeschichten sowie partizipative Kunstprojekte für die Gedenkstätte Sachsenhausen und das Archiv der Jugendkulturen in Berlin. Ausgezeichnet wurde sie unter anderem mit dem Förderpreis des Berliner Kunstverein (2013, mit Johannes Mundinger), dem iPortunus-Reisestipendium für ein Urban Art Projekt in Serbien (2019), dem Recherchestipendium des Berliner Senat (2021), sowie dem Comic-Arbeitsstipendium des Berliner Senat (2022).

## Werk

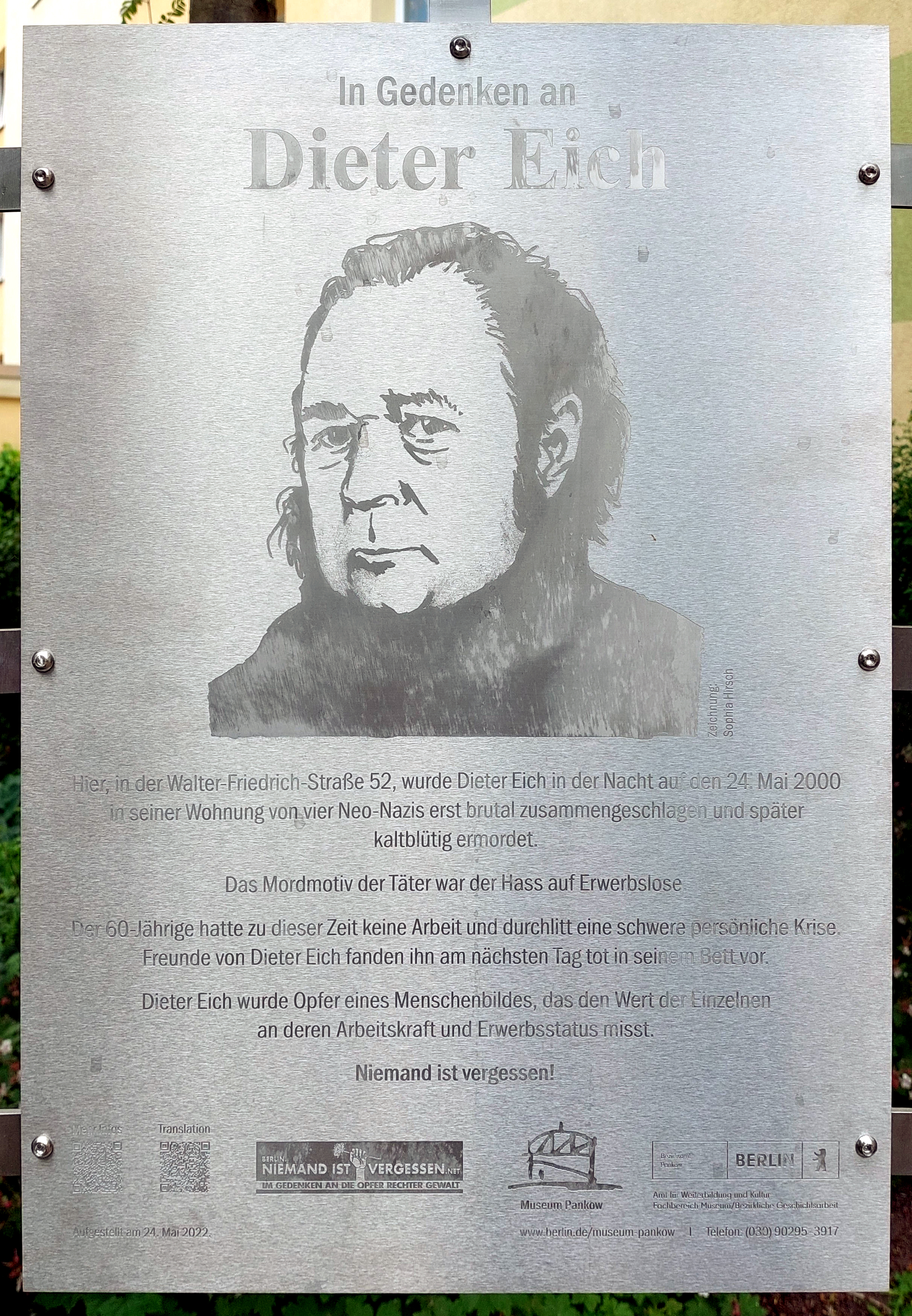
Gedenktafel für Dieter Eich, illustriert von Sophia Hirsch

Für ein Hörspiel des MDR zu Heiner Müllers Der Bau entwarf sie 2018 eine Serie von Zeichnungen. Sie malte großformatige Wandbilder in Berlin, in mehreren europäischen Ländern und in den USA (2019). Mit dem Autor Jochen Voit veröffentlichte sie 2021 eine Graphic Novel über das Leben des Schauspielers Ernst Busch im Berliner Avant Verlag. Im selben Jahr befragte sie mit Johannes Mundinger Chemnitzer zu ihren Erfahrungen mit Arbeitslosigkeit, mit Fokus auf die positiven Aspekte die diese mit sich bringt, um daraus eine Publikation und eine 25 Quadratmeter große Collage zu erarbeiten. Sophia Hirsch fertigte Illustrationen zum jüdischen Leben in Berlin-Lichtenberg, für die Gedenkplakette des von Neonazis ermordeten Dieter Eich und für die VVN/BdA.